# Gianluca Marzuoli
Gianluca Marzuoli (Pescara, 9 aprile 1970) è un allenatore di calcio a 5 italiano, tecnico del Bitonto.

## Carriera

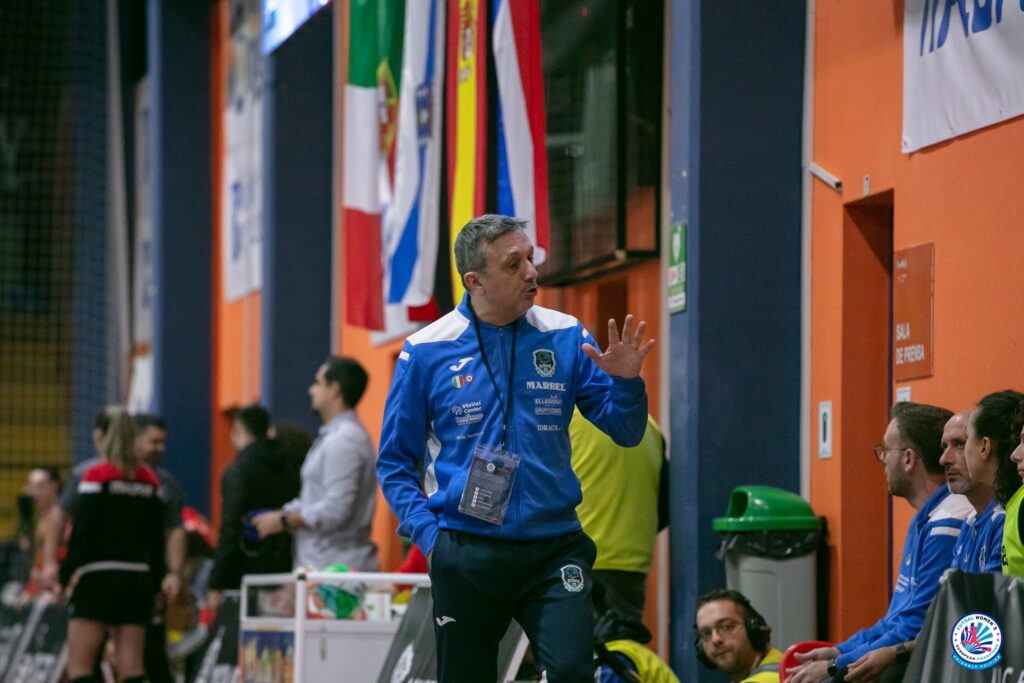
Marzuoli nel 2023

La prima esperienza da allenatore nell'anno 1999 quando decide di intraprendere una nuova sfida alla guida della neonata squadra di serie D, la D'Angelantonio autoricambi s.r.l. nella veste di allenatore/giocatore. Nei successivi 7 anni porta la squadra in serie A, dove rimane nella massima categoria per altri 4 anni. Nel 2010 lascia i delfini, ma rimane a Pescara per allenare l'Adriatica in A2. L'estate successiva è nominato vice al Montesilvano, ricoprendo questo ruolo per due anni.
Nel 2004 frequenta il primo Corso Master di Calcio a 5, a Coverciano, conseguendo contestualmente l'abilitazione di allenatore di calcio a 5 di primo livello.
Nel 2013 è chiamato ad allenare il Montesilvano in Serie B, dove vince il proprio girone nonché la Coppa Italia di categoria. Dopo qualche mese di inattività, nell'estate del 2015 è nominato tecnico delle giovanili dell'Acqua e Sapone.
Nel 2016 torna ad allenare i gabbiani, ripartiti nuovamente dalla Serie B.
Nel 2017 la prima esperienza alla guida di una compagine femminile del Montesilvano. Con le biancazzurre rimane per due anni. Al primo tentativo vince la Coppa Italia a Bari e, l'autunno successivo, la Supercoppa Italiana.
Il 12 novembre 2019 riceve la prima Panchina d'oro riservata al calcio a 5 femminile, in virtù dei successi ottenuti nell'annata precedente.
Nel 2019 torna al maschile sulla panchina della Tombesi Ortona in Serie A2 dove rimane per poco più di una stagione. Il 2 dicembre del 2021 si dimette dalla guida della squadra.
Il 3 febbraio 2020 vince la seconda Panchina d'oro riservata al calcio a 5 femminile, votato ancora come miglior tecnico di Serie A dai suoi colleghi.
Nel 2021 torna nel femminile nella massima serie alla guida del Granzette (Rovigo) dove raggiunge i play-off scudetto e la Final Eight di Coppa Italia.
Nel 2022 diventa il tecnico del Bitonto, con cui vince subito Coppa Italia e scudetto. Nell'anno successivo arriva la prima supercoppa e successivamente la seconda Coppa Italia e il secondo Scudetto consecutivo.
Nel dicembre 2023 partecipa a Burela (Spagna) al Futsal Women's European Champions, dove arriva in finale e si arrende contro il Benfica ai tiri di rigore.
Il 29 gennaio 2024 riceve la terza Panchina d'oro riservata al calcio a 5 femminile.
Il 22 settembre 2024 al Palaflorio di Bari si aggiudica la seconda Supercoppa italiana.
Nel dicembre 2024 a Bari vince il Futsal Women's European Champions.
Il 24 Marzo 2025 a Coverciano riceve la quarta Panchina d'oro riservata al calcio a 5 femminile.
Il 6 Aprile 2025 a Mola di Bari vince la Coppa Italia.

## Palmarès

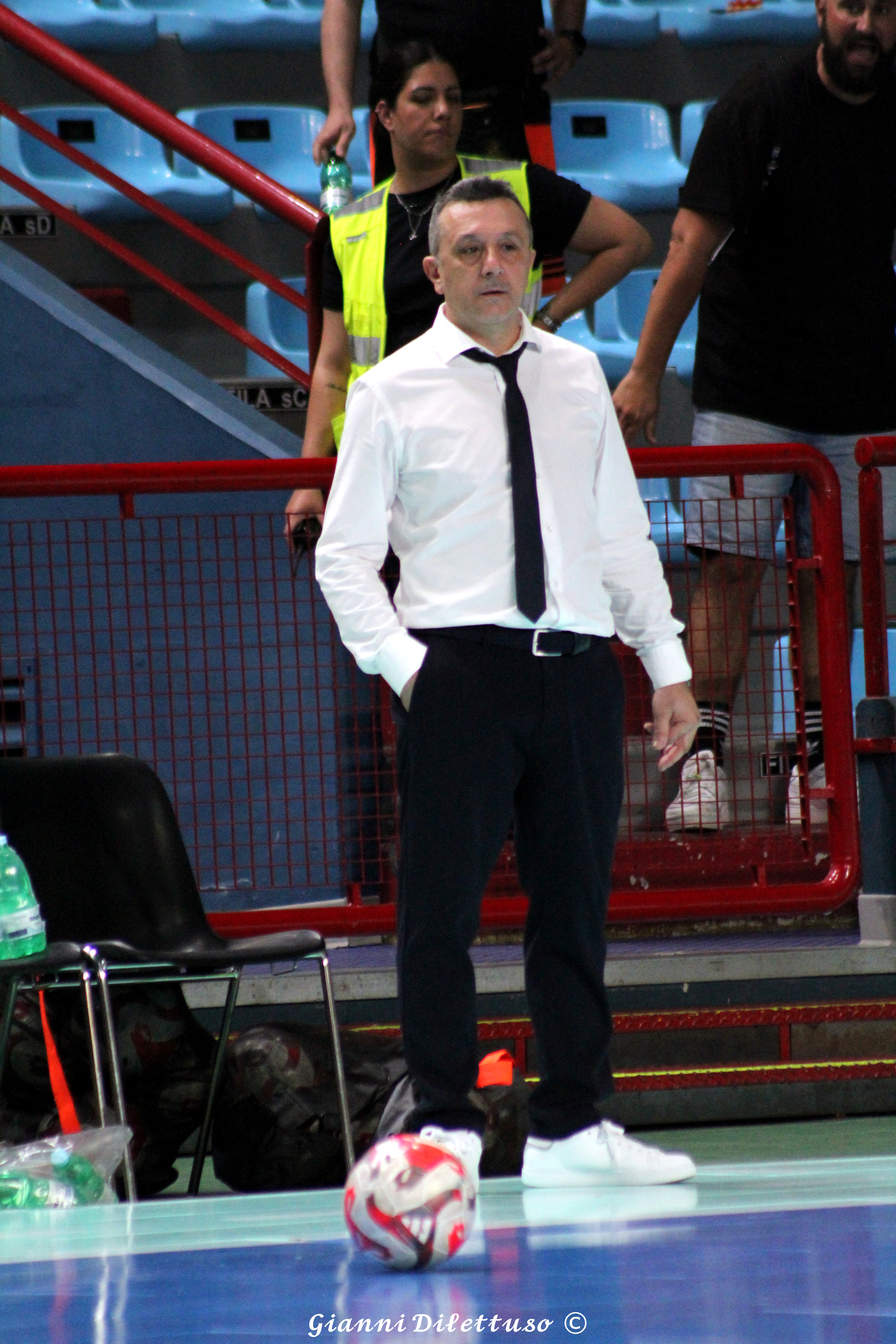
Marzuoli nel 2024

### Club

#### Competizioni nazionali
- Coppa Italia di Serie B: 1

Montesilvano: 2013-2014
- Campionato di Serie B: 1

Montesilvano: 2013-2014 (girone B)
- Campionato italiano: 2

Bitonto: 2022-2023, 2023-2024
- Coppa Italia: 4

Montesilvano: 2017-2018
Bitonto: 2022-2023, 2023-2024,  2024-2025
- Supercoppa italiana: 3

Montesilvano: 2017-2018
Bitonto: 2022-2023, 2023-2024

#### Competizioni internazionali
- European Women's Futsal Tournament: 1

Bitonto: 2024

### Individuale
- Panchina d'oro calcio a 5 femminile: 4

2017-2018, 2018-2019, 2022-2023, 2023-2024
- Premio 5Star come migliore allenatore della Serie A femminile: 1

2022-2023